# Pertis Jenő (zeneszerző)
Pertis Jenő (Budapest, 1939. április 23. – Budapest, 2007. május 2.) Erkel Ferenc-díjas magyar zeneszerző, zongoraművész.

## Élete, munkássága
Zenészcsaládba született, édesapja, Pertis Pali korának elismert cigányprímása, édesanyja, Gosztonyi Jolán pedig énektanár volt. Húga, Pertis Zsuzsa csembalóművész volt.
Zeneiskolai zongoratanulmányai után a Bartók Béla Zeneművészeti Szakközépiskola növendéke volt zeneszerzés tanszakon dr. Major Ervinnél. Gimnáziumi érettségijét a Fazekas Mihály Gimnáziumban 1957-ben tette le.
Tanulmányaival párhuzamosan a Vasas Központi Művészegyüttes zongorakísérőjeként dolgozott, valamint zenéket komponált néptánc koreográfiákra. 1958 és 1962 között a Liszt Ferenc Zeneművészeti Főiskola hallgatója volt, a zeneszerzést Szabó Ferencnél tanulta. Karvezetésből 1962-ben diplomázott.
1964-től 1999-es nyugdíjazásáig a Magyar Állami Operaház korrepetitora volt. Kezdetben a balettkarnál, majd 1989-től – amikor ott elkezdtek magnóról koreográfiát tanulni – a magánénekesek mellett dolgozott. Operaházi munkája mellett 1985-től 1989-ig a Magyar Táncművészeti Főiskola zenei tanszékét is vezette, ott zenetörténetet, összhangzattant és zongorakíséretet tanított.
1973-ban Budafokra költözött, ami szerencsés választásnak bizonyult: kiváló zenei együttesek működtek itt, akik nyitottak voltak az újdonságra, a modern zenére. Ebben az időben született a zenekarra írott művek túlnyomó többsége. Több darabját bemutatta a Budafoki Ifjúsági Zenekar (ma Budafoki Dohnányi Ernő Szimfonikus Zenekar), és a Budafoki Kamarakórus. Több kórusművéből a Magyar Rádió Énekkara felvételt készített Sapszon Ferenc vezényletével. Szerzői estjei nagy része budafoki szervezésben történt.
Gyakran a „családnak” írt darabokat. A vegyeskari kompozíciók első megszólaltatója a Csili Kamarakórus volt, melyet felesége, Zakariás Anikó vezetett. Menye és fia, az Egri & Pertis Duó zongorájára, az unokaöcs Kelemen Barnabás és felesége, Kokas Katalin húrjaira, vagy akár a matematika-fizika tanár fia, Pertis Szabolcs népi furulyájára is komponált műveket.
Életműve utolsó darabja a II. hegedű-zongora szonáta, melyet akkor már nagybeteg húgának, Pertis Zsuzsának dedikált. 2007. április 4-én a Magyar Rádió Márványtermében Kelemen Barnabás és Pertis Attila mutatták be a szonátát. Bő két hónap múlva már Pertis Zsuzsa és Pertis Jenő sem élt.

## Díjai
- Erkel Ferenc-díj (2006)
- Az év komolyzenei műve Artisjus-díj az Ember voltam c. kórusműért (2010, posztumusz)

## Főbb művei

### Hangszeres művek
- Változatok egy névjegyre (1982)
- Öt tanulmány kamarazenekarra (1978)
- Hat darab vonósnégyesre (1980-as évek)
- Recitativo No. 2. klarinétra (1980-as évek)
- Adagio (1980-as évek)
- Félbemaradt mesék marimbára és vibrafonra (1982)
- Rézfúvós szextett (1982)
- Szerenád vonóstrióra
- Capriccio (1984)
- Szerenád sárgában rézfúvós-ötösre (1984). YouTube
- Öt bagatell két cimbalomra (1985)
- Hat aforizma – négykezes (1989)
- Rapszódia cimbalomra (1990-es évek)
- Quintett öt csellóra (1990-es évek)
- Hét duó nagybőgőre és zongorára (1990-es évek)
- Rézfúvós kvintett (1990-es évek)
- Tört rácsok – gitár (1990-es évek)
- Hommage – hegedű–cselló–zongora trió (1990-es évek)
- Leánybúcsú mezzoszoprán hangra, fuvolára és csellóra (1990-es évek)
- Öt közjáték szaxofonra (1990-es évek)
- Páros fuvolára és csellóra (1990-es évek)
- Pastorale két kürtre
- Szerenád (2000)
- Toccata (2000)
- Duók hegedűre és brácsára (2000-es évek)
- Notturnó mélyhegedűre (2000-es évek)
- Két rapszódia (2000-es évek)
- Három kis darab gyermekeknek fagottra: Ellenpont. YouTube, Csónakon. YouTube, Pöttyös labda. YouTube (2000-es évek)
- Négy etűd zongorára, négy kézre (Makacs nemtom; Érvek-ellenérvek; A mérleg nyelve; Perpatvar) (2001)
- Családi zene
- (a Családi zene No. 2 a szemeteskosárban végezte, így a sorozatból hiányzik, most már örökre)
- Családi zene No. 3 (2001)
- Családi zene No. 4 – négykezes (3 misztikus etűd: A kastély; Kagylóban; Lavina) (2002)
- I. hegedű-zongoraszonáta (2003)
- II. hegedű–zongora szonáta (2007) 1/2. YouTube 2/2. YouTube

### Kórusművek
- Négy bagatell gyermekkarra (1965)
- Népdalcsokor (cca. 1966). YouTube
- Három kórusmű gyermekkarra (1966-67)
- Négy magyar népdal (1966-67)
- Altató (Három szerelmes vers) (1967). YouTube
- Két kórusmű József Attila verseire (1967)
- Kantáta 1919 (1969)
- A férfi halála (1971)
- Négy sor (1972)
- Ostinato (1973)
- Az éjben kiált valaki (1974)
- Két kórusmű Csuka Zoltán verseire (1974)
- Három tétel William Butler Yeats verseire (1975)
- A hűtlen lány (1975)
- Ívek (1975)
- Őszi vázlat (1975)
- Medvetánc (1975)
- Csak azt mondd meg rózsám (1976)
- Arass rózsám… Két szigetközi népdal (1976)
- Három töredék (1976)
- A megátkozott lány balladája (1976)
- Át a vízen (1976)
- Négy magyar népdal (1976-1980.)
- Tört agyagtáblák (1979)
- Töredékek/80 (1980)
- Kaláris (1980)
- Naenie (1980)
- Sirató (1980)
- Életrehívó (1980)
- Ember voltam (1981)
- A Fal No.2 (1981)
- Fal No.3 (1983)
- Őszi idill (1987)
- Altötting harangjai (1990)
- Két háromszéki ballada (2006)

### Diszkográfia
- Családi zene és más kamaraművek. Hungaroton, 2007

1. Szerenád hegedűre, brácsára és gordonkára
2. Fal No.2 rögtönzések 9 női hangra
3. Négy etűd zongorára, négy kézre
4. Hat darab vonósnégyesre
5. Rézfúvós szextett
6. Öt bagatell 2 cimbalomra
7. Családi zene No.3 6 darab hegedűre és brácsára
8. Családi zene No.4 zongorára négy kézre
9. Duó hegedűre és brácsára
10. I. hegedű-zongoraszonáta